# Canterbury International 2004
Die Canterbury International 2004 im Badminton fanden vom 15. bis zum 18. Juli 2004 in Christchurch statt.

## Medaillengewinner
| Disziplin    | Gold                         | Silber                          | Bronze                           |
| ------------ | ---------------------------- | ------------------------------- | -------------------------------- |
| Herreneinzel | Nicholas Kidd                | Nathan Rice                     | Toru Matsumoto                   |
| Herreneinzel | Nicholas Kidd                | Nathan Rice                     | Andrew Smith                     |
| Dameneinzel  | Miyo Akao                    | Rebecca Gordon                  | Kimberly Windsor                 |
| Dameneinzel  | Miyo Akao                    | Rebecca Gordon                  | Noriko Okuma                     |
| Herrendoppel | Naoki Kawamae Yusuke Shinkai | Keishi Kawaguchi Toru Matsumoto | Geoffrey Bellingham Craig Cooper |
| Herrendoppel | Naoki Kawamae Yusuke Shinkai | Keishi Kawaguchi Toru Matsumoto | John Gordon John Moody           |
| Damendoppel  | Noriko Okuma Miyuki Tai      | Rebecca Gordon Rachel Hindley   | Gabriel Shirley Janet Tam        |
| Damendoppel  | Noriko Okuma Miyuki Tai      | Rebecca Gordon Rachel Hindley   | Michelle Chan Belinda Hill       |
| Mixed        | Craig Cooper Lianne Shirley  | Hiroshi Shimizu Miyuki Tai      | Scott Menzies Kimberly Windsor   |
| Mixed        | Craig Cooper Lianne Shirley  | Hiroshi Shimizu Miyuki Tai      | Chan Yun Lung Janet Tam          |